# Fernando Llorente Mañas
Fernando Llorente Mañas (Segovia, 18 september 1990) is een Spaanse profvoetballer, beter bekend onder de roepnaam Llorente. Tijdens het begin van het seizoen 2022-2023 tekende hij een contract bij Gimnástica Segoviana CF.
Na zijn jeugdopleiding genoten te hebben bij Atlético Madrid, begon hij zijn profcarrière tijdens het seizoen 2009-2010 bij Villareal CF. Voor deze club zou hij in totaal drie seizoenen voetballen.  Hij speelde er enkel bij de C- en de B-ploeg. Vanaf het seizoen 2011-2012 vooral bij de B-ploeg, die toen in de Segunda División A vertoefde.  De ploeg zou op een twaalfde plaats eindigen, maar moest toch degraderen wegens het klasseverlies van de A-ploeg.
Tijdens het seizoen 2012-2013 stapte hij over naar CE Sabadell, een andere ploeg uit de Segunda División A.  De speler tekende op 9 juli een tweejarig contract bij de Catalaanse ploeg. Het eerste seizoen zou hij nooit een echte basisplaats afdwingen en zou hij maar 9 wedstrijden spelen, waarvan 6 keer in het basiselftal.  De ploeg eindigde op de zestiende plaats en kon zo zijn behoud verzekeren.  De situatie verbeterde tijdens het tweede seizoen met 20 optredens waarvan 11 in het basiselftal en een tiende plaats in de eindrangschikking.  Maar toen sloeg het noodlot op het einde van het seizoen toe en liep de speler een zware blessure op.  Om deze reden werd zijn aflopende contract niet verlengd.
Om terug competitief te worden na zijn blessure sloot hij zich aan bij de ploeg van professionele spelers zonder contract van de AFE (Asociación de Futbolistas Españoles).  Hij speelde er de heenronde van het seizoen 2014-2015, totdat hij tijdens de terugronde onderdak vond bij Burgos CF, een ploeg uit de Segunda División B.  Hij zou twee maal scoren uit zestien wedstrijden.
Vanaf seizoen 2015-2016 zocht hij zijn geluk in Roemenië bij eersteklasser ACS Poli Timișoara.  Hij dwong er onmiddellijk een basisplaats af.  
Dankzij dit succesvol seizoen verhuisde hij tijdens het seizoen 2016-2017 naar Portugal bij eersteklasser CF Os Belenenses.  Een blessure tijdens het seizoensbegin strooide echter roet in het eten en zonder een officiële wedstrijd te spelen voor de Portugese ploeg keerde hij in september 2016 terug naar ACS Poli Timișoara.  Voor deze ploeg zou hij nog dertien wedstrijden spelen totdat hij in januari 2017 naar zijn geboorteland terugkeerde en tekende voor FC Cartagena, de leider van de vierde groep van de Segunda División B.  Zijn start was heel succesvol en na het einde van de playoffs werd hij gedeeld topscorer met 7 doelpunten.
Om die redenen wilde de ploeg uit de havenstad hem ook verlengen, maar hij kreeg voor het seizoen 2017-2018 een beter voorstel van reeksgenoot en gouwgenoot Real Murcia.  Het werd echter helemaal geen succes en daarom zocht de speler tijdens de winterstop zijn heil bij categorie genoot CD Mirandés.  Daar kwam hij ploeggenoot van vorig seizoen, Limones, tegen. Met deze ploeg werd hij kampioen van groep 2 van de Segunda División B.  De eindronde verliep echter verkeerd.  Eerst werd er tegen RCD Mallorca verloren in de play offs tussen de kampioenen en in de herkansing werd de ploeg uitgeschakeld door Extremadura UD.
Het daaropvolgende seizoen 2018-2019 tekende hij voor reeksgenoot Recreativo Huelva.  Ook met deze zou hij kampioen worden.  Tijdens de eindronde tussen de kampioenen werd verloren van CF Fuenlabrada, waarna bij de herkansing zijn gewezen club CD Mirandés wachtte.  Er werd weer verloren, zodat de promotie gemist werd.
Tijdens seizoen 2019-2020 stapte hij over naar het net naar Segunda División B gedegradeerde Rayo Majadahonda.  Hij werd een van de basisspelers van de ploeg, die eindigde op een zesde plaats en zich zo niet kon plaatsen voor de eindronde.
Reeksgenoot Salamanca UDS was zijn toevluchtoord tijdens het seizoen 2020-2021.  Op het einde van dit laatste seizoen van de Segunda B, kon de ploeg een plaats afdwingen in de Segunda División RFEF, het nieuwe vierde niveau van het Spaans voetbal.
Tijdens het begin van het seizoen 2021-2022 tekende hij een contract bij UD San Sebastián de los Reyes.  Deze ploeg had het seizoen ervoor een plaats afgedwongen in de Primera División RFEF, waardoor de speler actief bleef op het nieuwe derde niveau van het Spaans voetbal.
Het daaropvolgende seizoen 2022-2023 daalde hij een reeks naar Segunda Federacion en tekende bij Gimnástica Segoviana CF.